# 로버트 쇼 합창단
로버트 쇼 합창단(영어:Robert Shaw Chorale)은 역사는 매우 짧으나 대지휘자인 토스카니니가 절찬한 바 있는 우수한 합창단이다. 지휘자인 로버트 쇼는 합창뿐만 아니라 오케스트라도 지휘하는 다재한 인물로, 일찍이 고교시절부터 합창의 지휘를 시작하였고 뉴욕의 뮤지컬 코미디의 합창지휘자를 거쳐 1948년에 자기 뜻대로 할 수 있는 로버트 쇼 합창단을 조직하였다. 조직 무렵의 멤버는 31명이었다. 이 합창단의 매력은 잘 통제된 긴밀한 앙상블과 풍부한 표현력에 있다. 1956년에는 미국정부로부터 파견되어 중근동과 유럽을, 또 1963년에는 구소련을 순회연주하여 대성공을 거두었다.

## 주요 음반
- 바흐: B단조 미사, RCA, 그래미상 수상, 1962.
- The Many Moods of Christmas, RCA , 1963.
- 헨델: 메시아, RCA, 그래미상 수상, 1966 녹음.